# 金門縣水產試驗所
金門縣水產試驗所位於中華民國金門縣金城鎮，成立於1968年，前身為金門縣農業試驗所附設之水產站，為因應漁業發展需要，於1980年擴編為金門縣水產試驗所。職掌金門縣各項漁業試驗調查工作的策劃與推動。

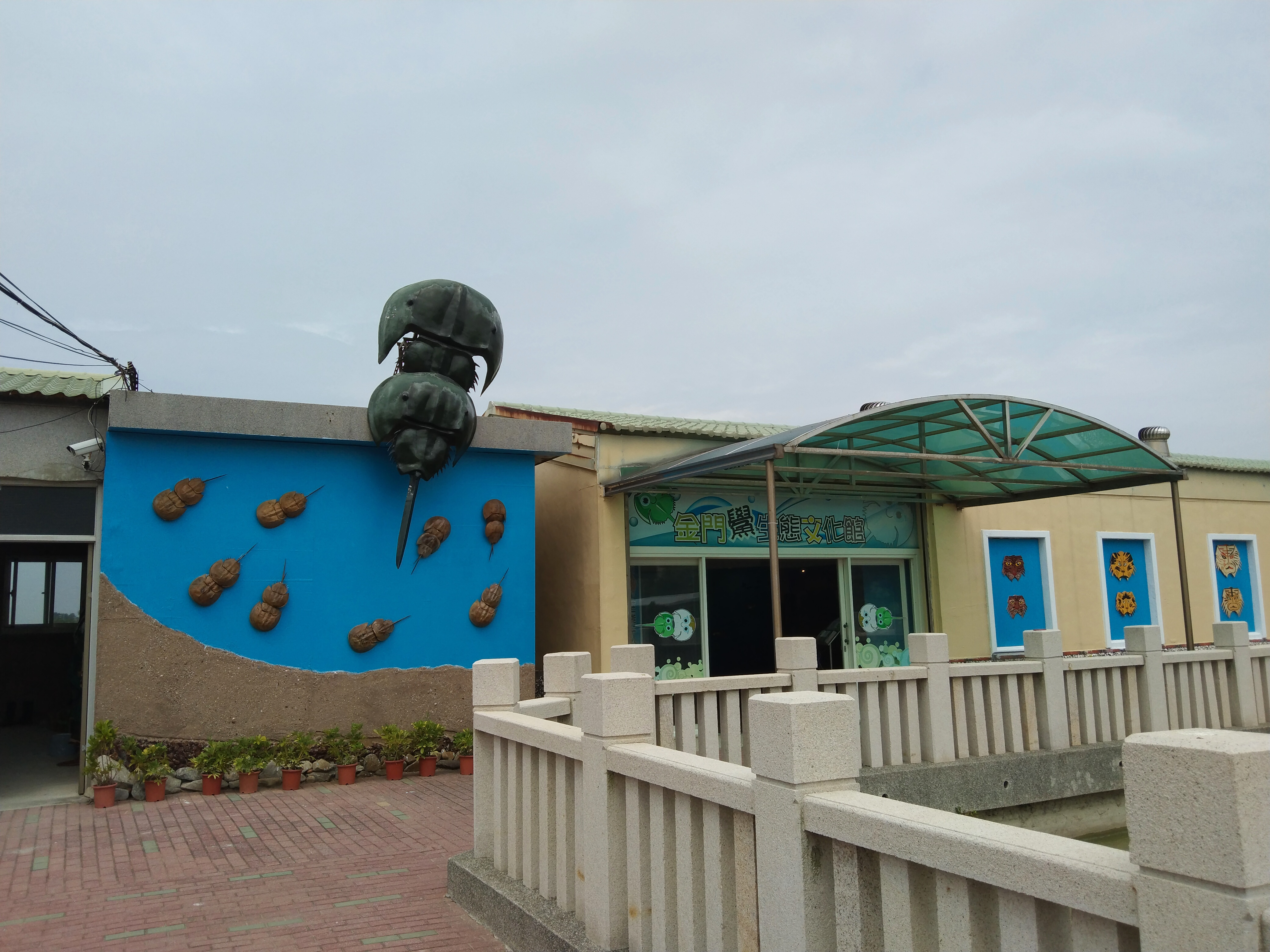
金門鱟生態文化館

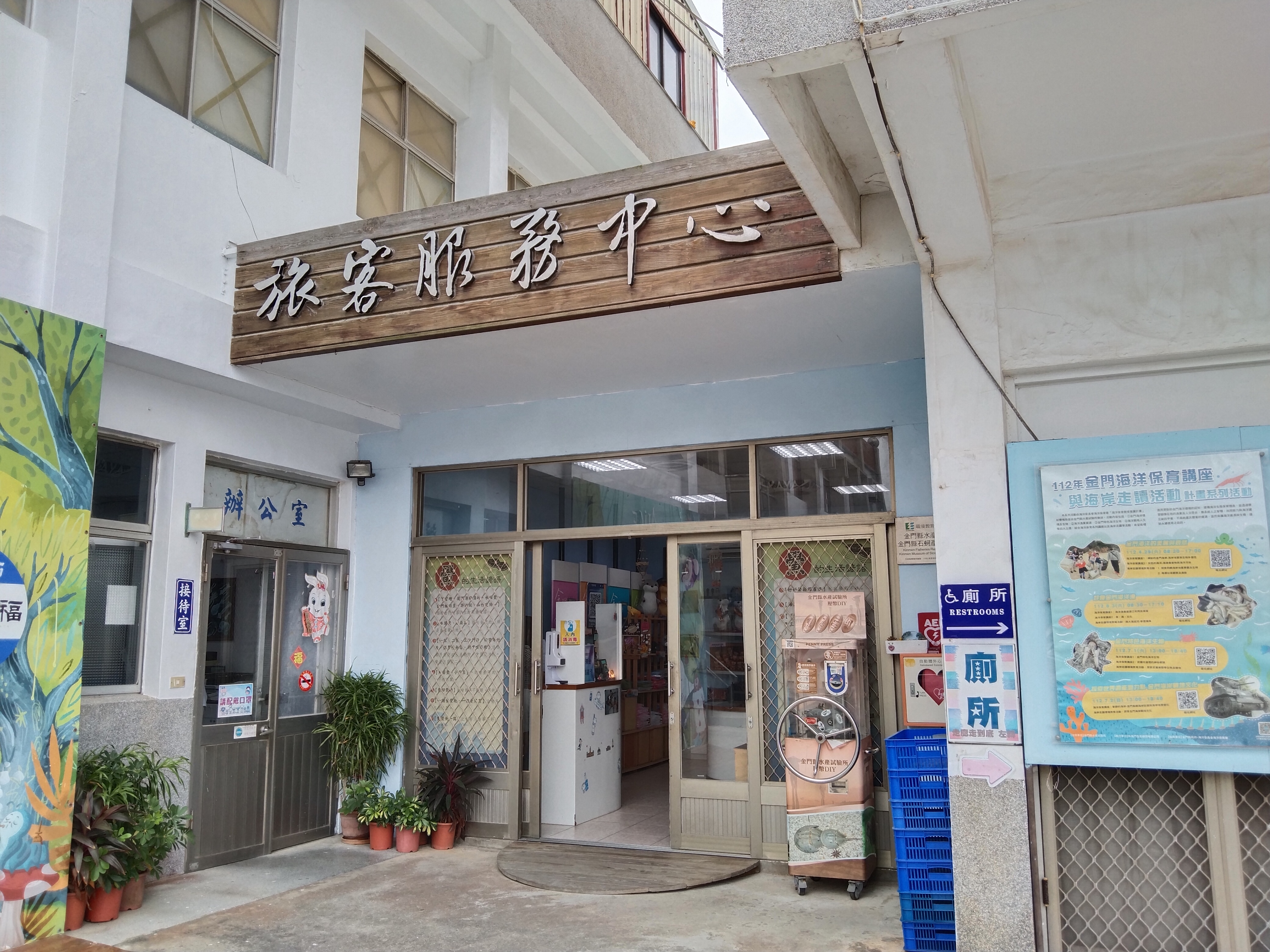
遊客服務中心，主要販售各類文創商品

園區內設有鱟生態文化館，陳列金門縣境海域所產的海洋生物標本及傳統養殖模型與圖片等，並有小型的魚類活體展示與「鱟」的生態展示。
近年金門縣水產試驗所為推廣生態保育，亦有推出以金門特色野生動物為主題的文創商品，包括鱟、歐亞水獺等。

## 外部連結
- 金門縣水產試驗所 （页面存档备份，存于）